# إسحاق يامين
إسحاق يامين (بالعبرية:יצחק ימין) (1938 - 21 مارس 2020) وهو نحات إسرائيلي من أصل عراقي من مواليد عام 1938.

## سيرته
ولد إسحاق يامين في العراق عام 1938م وهاجر إلى إسرائيل مع والديه وإخوته الأحد عشر في عام 1951م حيث استقروا في مخيم (معبروت) قرب القدس، بعمر ال16 غادر إسحاق منزله وتفرغ للفنون وفي عام 1961 تخرج من اكاديمية بيزاليل للفنون والتصميم في القدس.
في الستينات حصل على منحة مؤسسة شاريت للفنانين الشباب وتتلمذ على يدي الفنان ايرنست فكشز، عام 1970 افتتح مدرسته الفنية الخاصة.

## فَنّه
يتنوع النمط الفني والتقنيات الفنية التي يستخدمها اسحاق يامين بين السكتشات والتخطيطات والرسم بالالوان المائية والرسم الخضابي إلى اللوحات الزيتية.
بالإضافة لكونه رسام يقوم إسحاق بأعمال النحت على الخشب والرخام والصخر وإنشاء المنحوتات البرونزية والحديدية إضافة إلى العديد من البورتريهات الشخصية لمشاهير معروفين كرئيس الوزراء مناحيم بيغن والرئيس المصري أنور السادات .
لإسحاق العديد من المعارض الفردية والمعارض المشتركة أيضا وتعرض لوحاته ومنحوتات ضمن العديد من المجموعات الخاصة والعامة في إسرائيل وخارجها.

## وفاته
توفي في 21 مارس 2020.